# ساتسوماسندای، کاگوشیما
ساتسوماسندای در استان کاگوشیما در کشور ژاپن واقع شده‌است که دارای جمعیت ۱۰۰٬۷۳۰ نفر و مساحت ۶۸۳٫۵۰ کیلومتر مربع با تراکم جمعیت ۱۴۷ نفر در کیلومترمربع است و در تاریخ ۱۲ اکتبر ۲۰۰۴ به عنوان شهر شناخته شد.